# Maurice Yaméogo
Vous lisez un « article de qualité » labellisé en 2009.
Pour les articles homonymes, voir Yaméogo.
Maurice Yaméogo (1921-1993) est un homme d'État. Il est de 1959 à 1966, le premier président de la république de Haute-Volta, actuel Burkina Faso.
« Monsieur Maurice » a incarné l'État voltaïque au moment de l'indépendance. Membre de l'administration coloniale, Maurice Yaméogo se fraye dès 1946, une place dans le dense paysage politique de la Haute-Volta grâce à ses qualités oratoires. En mai 1957, dans le cadre de la formation du premier gouvernement voltaïque instauré par la loi-cadre Defferre, il intègre le gouvernement de coalition formé par Ouezzin Coulibaly, comme ministre de l'Agriculture sous l'étiquette du Mouvement démocratique voltaïque (MDV). En janvier 1958, menacé par une motion de censure, Ouezzin Coulibaly débauche au profit de l'Union démocratique voltaïque-Rassemblement démocratique africain (UDV-RDA) Maurice Yaméogo et ses alliés à l'assemblée contre l'assurance d'une promotion dans le gouvernement. Maurice Yaméogo se hisse ainsi no 2 du gouvernement avec le portefeuille de l'Intérieur, un poste-clé qui lui permet d'assurer l'intérim de chef du gouvernement au décès de Ouezzin Coulibaly en septembre 1958.
Maurice Yaméogo impose rapidement ses choix. Après la proclamation de la République le 11 décembre 1958, il opère en 1959 un surprenant retournement de position vis-à-vis du projet de Fédération du Mali que défendait Léopold Sédar Senghor. Bien que l'assemblée constituante voltaïque souhaitait l'adhésion de la Haute-Volta à la Fédération, Maurice Yaméogo opte pour la souveraineté internationale et une intégration régionale se limitant à la sphère économique avec le Conseil de l'Entente. Puis Yaméogo neutralise toute opposition parlementaire. L'UDV-RDA épurée de ses adversaires, s'impose en parti unique. La Haute-Volta se trouve avant même l'indépendance, le 5 août 1960, sous le joug de sa dictature.
En politique étrangère, jaloux et admiratif du succès international de son confrère ivoirien Félix Houphouët-Boigny, il le défie en établissant une éphémère union douanière (1961-1962) avec le très progressiste Ghana de Kwame Nkrumah. Houphouët-Boigny redevient très vite son meilleur allié, en décembre 1965 Yaméogo signe avec lui un accord devant instaurer la double nationalité pour les ressortissants ivoiriens et voltaïques. Ce projet n'a pas le temps d'aboutir. Le 3 janvier 1966, dans un contexte de rigoureuses mesures d'austérité financière, son régime corrompu est renversé par une manifestation pacifique organisée par les forces vives de la nation voltaïque : les syndicats, la chefferie traditionnelle et le clergé. S'ensuit pour Maurice Yaméogo, une privation des droits liée à sa gestion douteuse des finances. En 1993, il meurt après avoir été réhabilité par le président de la République Blaise Compaoré.

## Les années de formation

### Une jeunesse dévote

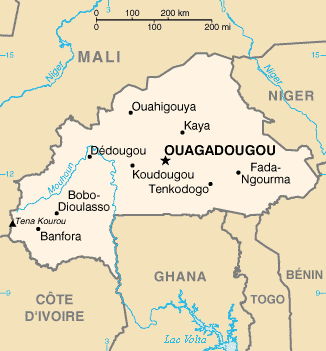
Carte de la Haute-Volta.

Maurice Yaméogo naît selon sa biographie officielle le 31 décembre 1921 à Koudougou, ville située à 98 km à l'ouest de Ouagadougou. Fils de paysans mossis, il est issu selon ses propres mots, d'une « famille païenne, complètement abandonnée à toute une foule de superstitions » qui le nomme Naoua Laguemba (orthographié parfois Nawalagmba), ce qui signifie « il viendra les rassembler ».
Très tôt, Naoua Laguemba porte un vif intérêt pour le christianisme. Cet attrait lui aurait valu de subir de nombreuses brimades de la part de sa famille. Il est rapporté que le 28 juillet 1929, le jeune Yaméogo à qui il manquait un an de catéchisme pour être baptisé, aurait été ondoyé après avoir été foudroyé. Le révérend-père Van der Shaegue qui l'aurait secouru et baptisé lui aurait donné pour saint patron le sien, Maurice. L'histoire veut que sous le choc, sa mère soit morte trois jours plus tard. À la suite de ces évènements, la vocation sacerdotale se serait alors imposée à celui qu'on appelle désormais Maurice Yaméogo.
Après avoir passé quelques années à l'école de son village, Maurice Yaméogo est admis au Petit Séminaire de Pabré. Le 5 septembre 1934, il quitte sa famille pour ses humanités. Pabré est une des plus prestigieuses institutions du pays ; outre le fait qu'elle forme la plupart des prêtres du pays, le Petit Séminaire fournit à l'administration publique et privée ses premiers hauts cadres. Il fait ainsi la rencontre de nombreuses personnalités voltaïques montantes telles que Joseph Ki-Zerbo, Joseph Ouédraogo, ou Pierre Tapsoba avec qui il se lie d'amitié. Mais ses fréquentations l'auraient éloigné de la rigueur ecclésiastique. Maurice Yaméogo voulait être prêtre, il aimait trop les femmes et la fête. En 1939, il quitte le Petit Séminaire de Pabré sans être diplômé.

### Une soif d'ascension sociale
Malgré ce bagage léger, sa bonne instruction lui permet d'intégrer la fonction publique comme commis expéditionnaire. Ce poste extrêmement prestigieux symbolise une réussite, une sécurité, un prestige. Avec un tel emploi d'« évolué », il élève ses exigences en ce qui concerne les femmes. Il se serait épris d'une métisse, Thérèse Larbat dont le père lui aurait refusé la main car, l'indigène qu'il est, n'aurait pas été « assez civilisé » pour faire son bonheur. Yaméogo s'en serait offusqué, puis se serait finalement résigné à épouser une fille scolarisée de Koudougou, Félicité Zagré, « noire mais belle ». Ensemble ils auraient formé le couple « évolué » de Koudougou, Félicité aurait été la seule Africaine habillée à l'européenne.
En 1940, Maurice Yaméogo est affecté à Abidjan en basse Côte d'Ivoire, un paradis pour « évolués ». De nombreuses fêtes y sont organisées dans lesquelles Maurice Yaméogo se serait senti vraiment au faîte de sa promotion sociale. Il s'y serait fait, par ailleurs, de nombreux amis parmi les « évolués » non voltaïques. De retour après la Guerre dans sa ville natale, il est élu le 15 décembre 1946, conseiller général de Koudougou à la première assemblée territoriale de Côte d'Ivoire. La Haute-Volta n'existe plus depuis 1932 : elle est partagée entre la Côte d'Ivoire, le Soudan français et le Niger, au grand dam des Voltaïques qui élisent en novembre 1946 au Palais-Bourbon, Philippe Zinda Kaboré avec pour mission de reconstituer le territoire. Maurice Yaméogo aurait intégré l'entourage du député dans l'espoir d'accélérer son ascension. Philippe Zinda Kaboré décédant le 24 mai 1947, Maurice Yaméogo se positionne comme son héritier spirituel.
Le 4 septembre 1947, la Haute-Volta renaît dans ses frontières de 1932. Il faut attendre le 31 mars 1948 pour que soit votée en France une loi instituant l'Assemblée territoriale de Haute-Volta. Cette assemblée est composée de 50 sièges, dont 34 sont déjà occupés par les conseillers généraux élus au temps du morcellement de la Haute-Volta. Se trouvant dans ce cas de figure, Maurice Yaméogo aurait envisagé de siéger pour la formation politique de Philippe Zinda Kaboré, le Parti démocratique voltaïque (PDV) section locale du Rassemblement démocratique africain (RDA). Le PDV-RDA cependant accumule les échecs électoraux. Lors des élections partielles du 30 mai et 20 juin, il ne remporte que 3 des 16 sièges contre 13 pour l'Union voltaïque (UV). Puis lors des législatives du 27 juin 1948, le PDV-RDA subit une nouvelle déroute face à l'UV menée par Henri Guissou qui obtient les trois sièges de député. Aussi Yaméogo adhère à l'UV, jurant qu'il ne fut jamais du RDA.

## Un parcours politique mouvementé

### Le grand conseiller de l'AOF (1948-1952)

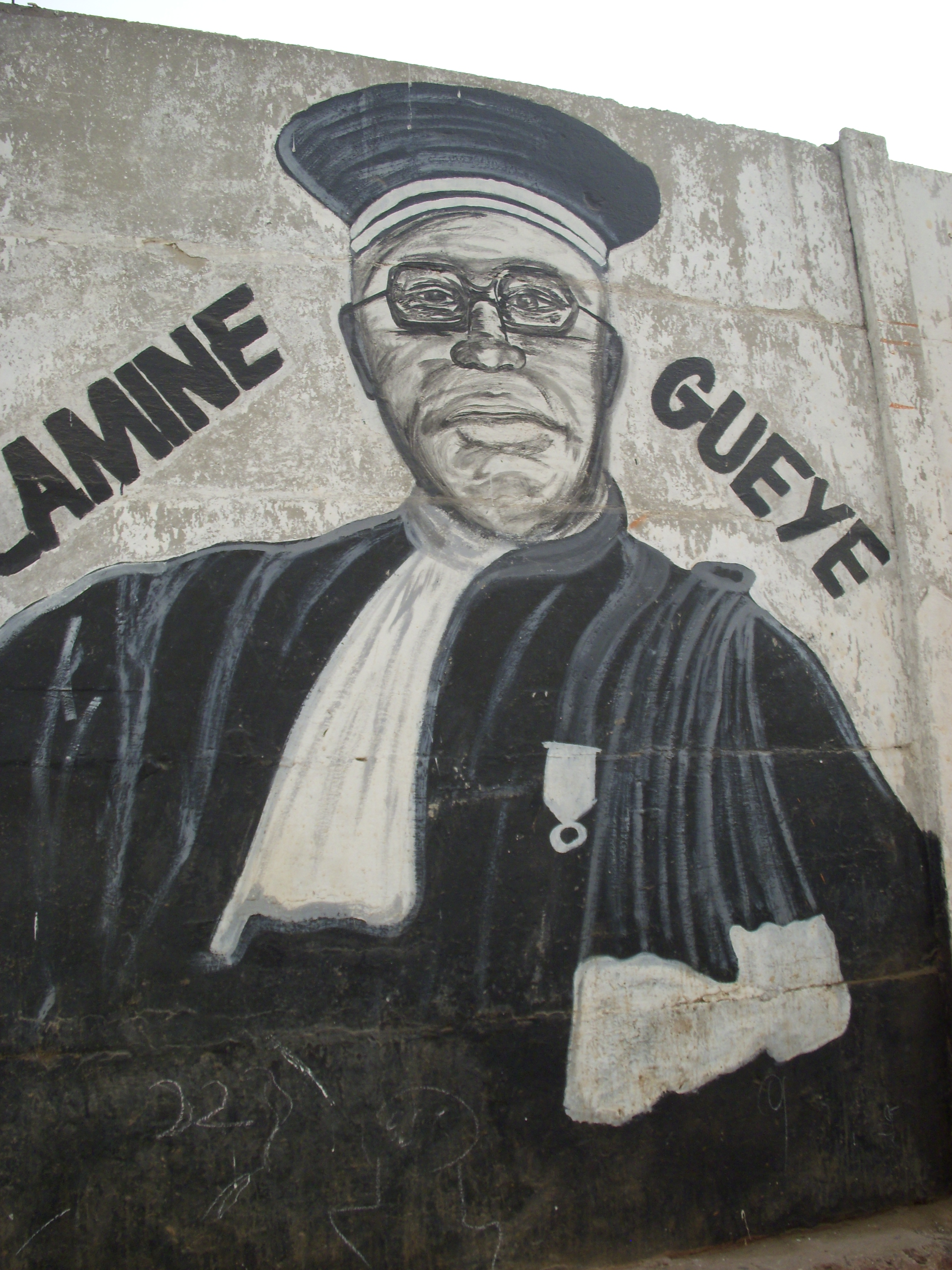
Portrait de Lamine Guèye sur une fresque à Dakar.

L'Assemblée enfin réunie, les conseillers généraux élisent les sénateurs pour le Conseil de la République, les conseillers de l'Union française et les grands conseillers qui doivent siéger au Grand Conseil fédéral à Dakar. Les tractations auraient laissé Maurice Yaméogo de côté. Outré, il aurait tenté de faire entendre sa voix au sein du parti mais, jugé trop ambitieux, ses requêtes n'auraient pas abouti. Aussi aurait-il décidé de se plaindre directement auprès du Père Goarnisson, un Européen sollicité par le collège des autochtones pour un poste de grand conseiller. Le prêtre aurait accepté de se retirer et même de soutenir sa candidature. Ainsi, le 28 juillet 1948, Yaméogo est élu grand conseiller de l'AOF pour la Haute-Volta.
Pour le conseiller général de Koudougou, c'est la consécration : il a à peine 26 ans. Ses portraits en grand conseiller de l'AOF auraient décoré les salons des parents et des amis. À Dakar, son épouse Félicité aurait joué le rôle de maîtresse de maison recevant avec faste le gouverneur-général Paul Béchard, organisant des réceptions entre « évolués » et les collègues de Maurice Yaméogo parmi lesquels figure le député-maire Lamine-Gueye, président du Grand Conseil.
Dakar aurait marqué pour Yaméogo, un nouveau glissement vers le RDA. Aux élections législatives du 17 juin 1951, alors que le PDV-RDA présente une liste unique avec le docteur Ali Barraud, l'UV est en proie à des dissensions internes.
Joseph Conombo conduit la liste principale du parti, l'Union pour la défense des intérêts de la Haute-Volta qui, avec 146 861 voix sur 249 940 suffrages exprimés, obtient trois des quatre sièges à pourvoir. L'aile progressiste de l'UV dirigée par le député sortant Nazi Boni présente également sa liste, l'Action économique et sociale des intérêts de la Haute-Volta, qui remporte le dernier siège avec 66 986 voix. Enfin, Bougouraoua Ouédraogo et Maurice Yaméogo, tous deux grands conseillers de l'AOF issus de l'UV, déposent eux une liste indépendante qui connaît un échec retentissant.

### La traversée du désert (1952-1957)
Ses déboires électoraux se poursuivent lors des élections territoriales du 30 mars 1952 : Maurice Yaméogo redevient un simple commis expéditionnaire aux ordres du gouverneur Albert Mouragues. Or le gouverneur de la Haute-Volta est réputé pour sa politique répressive à l'encontre du RDA qui malgré sa rupture avec le Parti communiste français (PCF) en octobre 1950 est encore soupçonné de sympathie communiste. La position ambiguë de Yaméogo avec le RDA, provoque certainement sa mutation à Djibo en plein Sahel. Sa traversée du désert commence ainsi ironie du sort, dans un vrai désert.
Moins d'un an après, il est de retour à Ouagadougou en tant que billeteur du service de santé. Sitôt installé, il aurait participé à la fondation du Club des fonctionnaires. Surtout, soucieux de relancer sa carrière politique, il réintègre l'UV grâce au parrainage de son ancien condisciple de Pabré devenu président du Conseil général, Joseph Ouédraogo. En phase avec ce dernier, il est nommé en dépit de l'opposition d'Henri Guissou, secrétaire adjoint lors du premier congrès de l'Union territoriale de la Confédération française des travailleurs chrétiens (CFTC) en 1954, au cours duquel Joseph Ouédraogo est élu secrétaire général.
Cette même année, les deux tendances internes de l'UV éclatent. D'un côté, le député Nazi Boni fonde le Mouvement populaire d'évolution africaine (MPEA), le 27 octobre 1954. De l'autre, les barons de la formation mettent fin à l'UV en créant le Parti social d'éducation des masses africaines (PSEMA) en décembre 1954. Yaméogo une nouvelle fois fait bande à part, sans succès. Sa liste lors des législatives du 2 janvier 1956, sur laquelle figure son ami Pierre Tapsoba, se solde par un échec tout comme sa sollicitation auprès du nouveau maire élu de Ouagadougou, Joseph Ouédraogo, du poste de secrétaire général de la mairie.

### Ministre de Haute-Volta sous la loi-cadre Defferre (1957-1958)

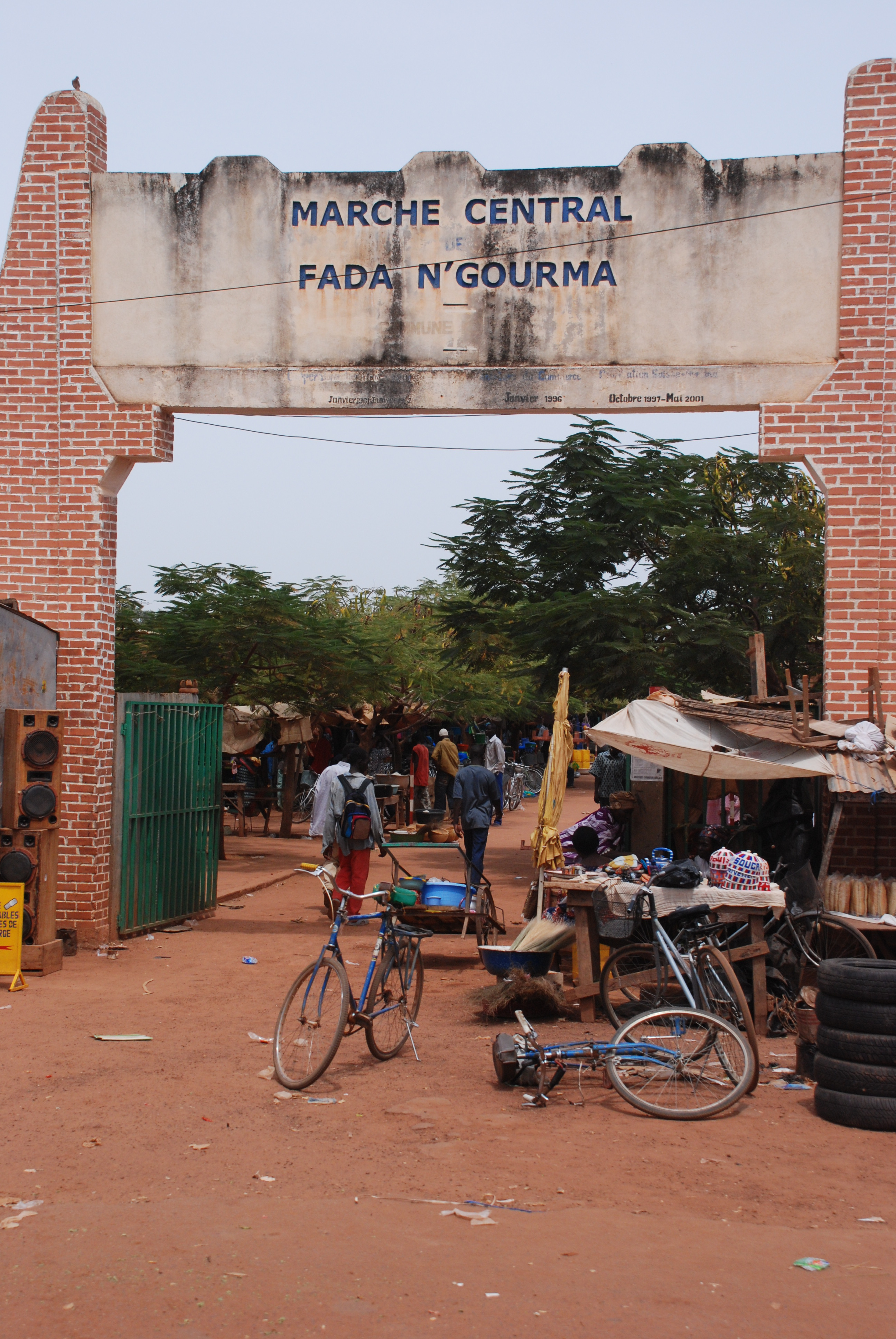
Un marché de Haute-Volta.

Le 29 septembre 1956, le PSEMA fusionne avec le PVD-RDA pour former le Parti démocratique unifié (PDU). Malgré ses liens avec ces deux formations, Maurice Yaméogo a déjà rejoint un nouveau parti en juillet 1956, le Mouvement démocratique voltaïque fondé par Gérard Kango Ouédraogo et le capitaine français Michel Dorange, dans lequel il exerce les fonctions de contrôleur financier. Aux élections territoriales du 30 mars 1957, la liste MDV menée par Maurice Yaméogo à Koudougou, sur laquelle figure son cousin Denis Yaméogo et le Libano-Haïtien Nader Attié, écrase à la surprise générale la liste PDU conduite par Henri Guissou, en remportant les six sièges de la circonscription. Cette victoire de Maurice Yaméogo est certainement liée à sa « campagne à l'américaine » caractérisée par de nombreux meetings dans les marchés.
Au sortir des élections, 70 députés territoriaux ont été élus. Le PDU peut compter d'ores et déjà sur 39 d'entre eux, le MDV sur 26, et le MPEA de Nazi Boni sur 5. Ces élections, conformément à l'entrée en vigueur de la loi-cadre Defferre de 1956, visent à la formation d'un gouvernement local. Bien que disposant de la majorité absolue, le PDU de Ouezzin Coulibaly opte pour la constitution d'un gouvernement de coalition avec sept ministres PDU et cinq ministres MDV. Maurice Yaméogo obtient ainsi le portefeuille de l'Agriculture dans le premier gouvernement du 17 mai.
Très vite, des tensions éclatent au sein du PDU. Lors des journées d'études de septembre 1957, l'ancien leader du PSEMA Joseph Conombo refuse d'affilier le parti au RDA sur l'injonction de Ouezzin Coulibaly. Conombo quitte la majorité gouvernementale avec six autres députés pour reconstituer le PSEMA. Coulibaly, quant à lui, transforme le PDU en Union démocratique voltaïque (UDV) affiliée au RDA. À la suite de ces événements, l'UDV-RDA perd la majorité absolue tandis qu'un groupe parlementaire anti-Ouezzin se forme en décembre 1957 autour du PSEMA, du MPEA et du MDV. Ainsi, bien que membre du gouvernement, Maurice Yaméogo se retrouve dans l'opposition parlementaire. Le 17 décembre, Joseph Conombo dépose au nom du nouveau groupe parlementaire, une motion de défiance contre le gouvernement qui est adoptée. Coulibaly refuse de démissionner : la loi-cadre prévoit expressément qu'en cas de vote de défiance, le gouvernement « peut » démissionner et non pas qu'il « est démissionné » d'office. La Haute-Volta s'enfonce dans une crise politique.
En janvier 1958, Coulibaly débloque la situation en débauchant Maurice Yaméogo. Ce dernier entraîne avec lui les députés MDV de Koudougou : Nader Attié, Gabriel Traoré et Denis Yaméogo, ainsi que des conseillers tel Mathias Sorgho. Grâce à cette nouvelle majorité, l'UDV-RDA dissout le gouvernement le 22 janvier 1958. Dans le nouveau cabinet du 6 février, composé uniquement de ministres UDV-RDA, Maurice Yaméogo est propulsé no 2 du régime avec le poste stratégique de ministre de l'Intérieur, tandis que son cousin Denis Yaméogo prend le portefeuille du Travail et des Affaires sociales. Le 4 septembre 1958, Ouezzin Coulibaly meurt, Maurice Yaméogo assure l'intérim de chef du gouvernement.

## À la tête de la république de Haute-Volta (1959-1966)

### La mise en place du pouvoir personnel
Après que les Voltaïques ont approuvé le 28 septembre 1958 la constitution sur la Communauté franco-africaine devant renforcer leur autonomie, l'Assemblée territoriale est convoquée le 17 octobre pour désigner le successeur de Ouezzin Coulibaly. Se déroule ce jour-là, ce que certains dénoncent comme le « coup d'État manqué » du Naaba Kougri pour instaurer une monarchie constitutionnelle. Réunissant autour de l'assemblée près de 3 000 de ses partisans, Kougri, qui aurait disposé du soutien du colonel Chevreau commandant de l'armée française en Haute-Volta, tente d'influer sur le choix du nouveau président du Conseil. Cette démonstration de force suscite de la part de Maurice Yaméogo, une prompte réaction qui joue certainement en sa faveur lors de l'élection reportée du 20 octobre où il est élu président du Conseil.

#### L'élimination de l'opposition parlementaire
Depuis avril 1958, l'opposition à l'Assemblée territoriale est unifiée au sein du Mouvement du regroupement voltaïque (MRV), section locale du Parti du regroupement africain (PRA), le nouveau rassemblement inter-africain concurrent du RDA. Après le coup de force du Moro Naba Kougri, le MRV-PRA se rapproche de Maurice Yaméogo. Ce dernier forme le 10 décembre 1958, un gouvernement d'union composé de sept ministres UDV-RDA et cinq ministres MRV-PRALe lendemain, la République est proclamée et l'Assemblée territoriale devient législative et constituante.
Ayant obtenu le 29 janvier 1959 de l'Assemblée les pouvoirs spéciaux, Maurice Yaméogo use de ces nouvelles prérogatives pour dissoudre la chambre le 28 février. Un nouveau découpage des circonscriptions électorales a alors lieu. Le scrutin de liste majoritaire est adopté dans les deux circonscriptions les moins peuplées tandis que dans les deux plus peuplées est établi le système de représentation proportionnelle. Cette manœuvre permet à l'UDV-RDA de remporter 64 (ou 66) sièges contre 11 (ou 9) pour le MRV-PRA lors des législatives du 19 avril au cours desquelles le taux de participation a été de 47 %.
Le 25 avril, Maurice Yaméogo est confirmé par l'Assemblée dans ses fonctions. Il forme le 1er mai un gouvernement UDV-RDA homogène. Rapidement, l'opposition ne se retrouve plus qu'avec trois députés à la suite de désistements en faveur de la majorité. La position interne du président du Conseil est par ailleurs renforcée les 25 et 26 août avec l'exclusion de l'UDV-RDA, de l'ancien ténor RDA Ali Barraud et du secrétaire général du parti Joseph Ouédraogo. Cette décision est accompagnée le 29 août d'un décret de dissolution du Conseil municipal de Ouagadougou que préside Joseph Ouédraogo. Un comité de gestion confié à Joseph Conombo le remplace. Rien ne semble résister à celui qu'on surnomme « Monsieur Maurice ». Même les irréductibles députés de l'opposition menés par Gérard Kango Ouédraogo finissent par rejoindre l'UDV-RDA à l'automne 1959, mettant officiellement fin au MRV. L'opposition parlementaire n'est plus. C'est sans opposition que le 11 décembre 1959, il est élu président de la République. Méfiant toutefois, Maurice Yaméogo confie lors de ses absences à l'étranger l'intérim du pouvoir au seul Européen de son équipe, l'administrateur des colonies Michel Frejus.

#### Système de parti unique et musellement

Drapeau de la fédération du Mali.

Le 22 mai 1959, Maurice Yaméogo se fait de nouveau octroyer les pouvoirs spéciaux pour six mois. Cette mesure exceptionnelle lui permet de composer tout un arsenal législatif contre l'opposition. Ainsi, le 6 octobre 1959, lorsque Nazi Boni fonde le Parti national voltaïque, section du Parti de la fédération africaine (PFA), Yaméogo dissout la nouvelle formation dès le lendemain prétextant que la référence au PFA est inconstitutionnelle. Deux jours plus tard, Boni récidive en créant le Parti républicain de la liberté (PRL). Le 6 janvier 1960, le PRL est interdit sous prétexte que le drapeau de la Fédération du Mali à laquelle Maurice Yaméogo avait empêché l'adhésion, aurait été hissé dans le fief de Boni. Protestant publiquement contre cette décision, Nazi Boni se voit faire l'objet d'une information judiciaire. Le 22 février, c'est au tour de Gérard Kango Ouédraogo, membre de l'UDV-RDA, de s'essayer à la création d'une formation, le Parti d'action paysanne (PAP). Cyniquement, Yaméogo y met son veto dans une déclaration officielle. Le système de parti unique est entériné.
Le 12 mars, le président de la République invite Nazi Boni et Joseph Ouédraogo à une réconciliation qu'ils déclinent. Le 28 juin, une lettre ouverte critiquant l'action gouvernementale est signée par ces deux derniers, Diongolo Traoré, Edouard Ouédraogo et Gabriel Ouédraogo dans le but d'obtenir la tenue d'une table ronde. En réponse à cette demande, Maurice Yaméogo les fait tous interner le 2 juillet à Gorom-Gorom, sauf Nazi Boni déjà parti en exil. La proclamation de l'indépendance le 5 août 1960 se fait dans un pays où toute forme d'opposition est muselée.
L'affirmation de la dictature se poursuit avec la promulgation le 30 novembre d'une nouvelle constitution lui conférant des pouvoirs étendus. Celle-ci, adoptée le 6 novembre par l'Assemblée nationale, est approuvée le 27 novembre par référendum. Yaméogo, dictateur, n'en est pas moins débonnaire. Essayant de ménager au mieux ses opposants, il utilise la voie diplomatique pour en éloigner certains comme Gérard Kango Ouédraogo, nommé dès l'indépendance ambassadeur en Grande-Bretagne, ou Henri Guissou dépêché à Paris. Les prisonniers politiques sont, quant à eux, relâchés en échange de simples allégeances envers le régime. Joseph Ouédraogo demande notamment en février 1962 sa réintégration dans le parti lors du deuxième congrès de l'UDV-RDA. Au cours de ce dernier, Maurice Yaméogo fait supprimer le poste de président du parti faisant ainsi du secrétaire général, fonction qu'il exerce, le dirigeant du mouvement.

#### Paranoïa, instabilité ministérielle et corruption
Après le coup d'État survenu au Togo voisin le 13 janvier 1963 dans lequel le président Sylvanus Olympio trouve la mort, Maurice Yaméogo semble céder à la paranoïa. Deux jours plus tard, Joseph Ouédraogo est une nouvelle fois arrêté avec le leader syndicaliste Pierre-Claver Tiendrébéogo, un cadre du parti Ali Soré, et l'ambassadeur à l'ONU Frédéric Guirma. Une cour de sûreté s'établit, les accusés y comparaissent sans avoir le droit d'être défendus par des avocats. Une enquête de police finit par démontrer l'inexistence du complot. Le président de la République s'en prend alors à son ministre de l'Intérieur, son cousin Denis Yaméogo, qui lui aurait fourni de fausses dépositions. Ce dernier, désavoué et emprisonné, est réintégré en 1965 dans ses fonctions. L'enquête, selon Guirma, aurait prouvé que les témoins étaient des hommes de Maxime Ouédraogo, alors ministre de la Fonction publique et du Travail. En juin 1963, Maxime Ouédraogo est démis de ses fonctions et arrêté. C'est là une des caractéristiques du régime de Yaméogo : l'instabilité ministérielle. Chaque année de nombreux remaniements ministériels improvisés sont effectués. Au gré de ses humeurs, le président de la République annonce par radio, sans consultation préalable, la nomination ou la révocation de ministres.
Maxime Ouédraogo est officiellement incarcéré pour vols et détournements à la Coopérative centrale de consommation de la Haute-Volta (CCCHV). Le détournement de deniers publics est pourtant une pratique commune au sein du gouvernement. Maurice Yaméogo le sait d'ailleurs bien. Son épouse Félicité dépense sans compter dans des manteaux de fourrure et les précieuses toilettes tandis que ses enfants achètent des voitures de sport. Le président de la République passe quant à lui plus de la moitié de l'année à l'étranger dans de somptueuses villas ou en cure thermale. Ce train de vie n'améliore guère les humeurs du président. À partir de 1964, il serait devenu selon Frédéric Guirma, encore plus susceptible au point de ne plus supporter aucune contradiction. Son obsession aurait été alors l'instauration d'un syndicat unique inféodé à un parti unique institutionnalisé. Déjà, lors du congrès de l'UDV-RDA en 1962, il avait invité les forces vives du pays à réaliser l'unité au sein de l'Union nationale des syndicats et travailleurs de la Haute-Volta (UNST-HV). N'ayant obtenu aucun résultat probant, il fait voter le 27 avril 1964, une loi obligeant les syndicats à s'affilier à l'Organisation de l'unité syndicale africaine (OUSA), sous peine de dissolution immédiate. Or la charte de l'OUSA n'accepte pour membre qu'une seule organisation syndicale par pays, pour la Haute-Volta c'est l'UNST-HV. Refusant cette décision, toutes les centrales devenues « illégales » subissent la répression étatique.
Maurice Yaméogo fait l'objet d'un culte de la personnalité comme en témoignent les timbres imprimés à son effigie. Il est le dirigeant exclusif de la République en Haute-Volta, il se présente en candidat unique à l'élection présidentielle du 3 octobre 1965, organisée au suffrage universel direct, au cours de laquelle il est « triomphalement » réélu par 99,97 % des voix. Lors des législatives du 7 novembre, où le taux de participation est de 41 %, la liste unique qu'il a imposée remporte 99,89 % des suffrages. Le 5 décembre, la formation politique de Yaméogo est également victorieuse lors des élections municipales organisées à listes uniques UDV-RDA.

### Une politique étrangère tout azimuts

#### Le retournement de position sur la Fédération du Mali

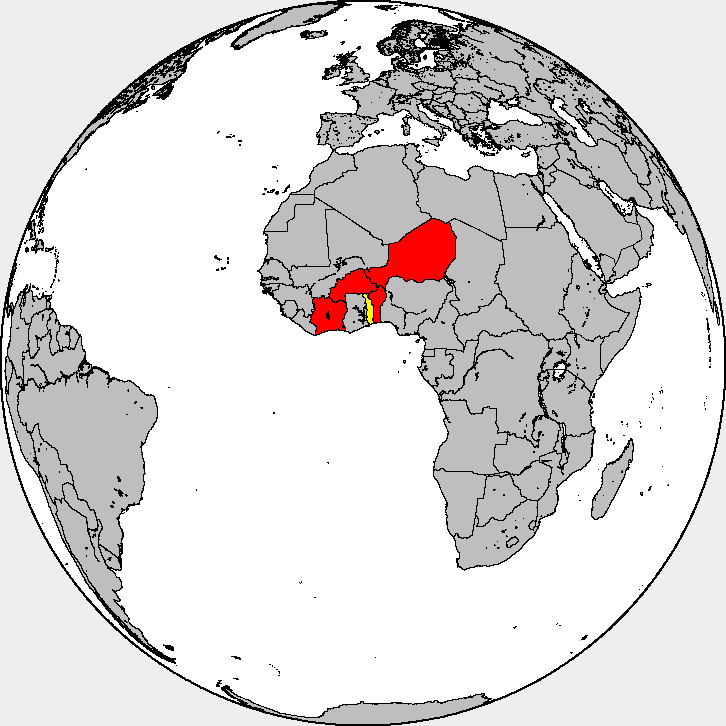
Pays membres du Conseil de l'Entente.

Après son élection le 20 octobre 1958 au poste de président du Conseil, se pose pour Maurice Yaméogo la question fédérale : le pays doit-il intégrer ou non la Fédération du Mali ? Il se montre hésitant sur ce sujet contrairement à l'ensemble de la classe politique voltaïque qui semble y être favorable. Le 12 janvier 1959, son peu d'enthousiasme le menace d'un remaniement fatal. Par chance, un des membres de la délégation voltaïque pour l'Assemblée fédérale constituante de Dakar du 14 au 17 janvier se désiste, Maurice Yaméogo le remplace. À Dakar, très habile, il se fait élire vice-président de l'Assemblée fédérale.
En sa qualité de chef du gouvernement, il demande le 28 janvier à l'Assemblée voltaïque de ratifier la constitution fédérale. Bien qu'approuvée à l'unanimité des 59 députés présents, la crainte d'un nouveau coup de force du Mogho Naaba Kougri avec le député anti-fédéraliste Michel Dorange plane. Jouant sur cette menace, Yaméogo réussit à obtenir le lendemain les pouvoirs spéciaux.
Selon le haut-commissaire de l'époque Paul Masson, Maurice Yaméogo aurait au cours de ces évènements, réclamé de sa propre initiative, lors d'une réception, son aide pour sortir juridiquement la Haute-Volta de ces engagements. Sur ses conseils, le dirigeant voltaïque élabore avec des juristes français un nouveau projet de constitution qu'il ordonne aux 40 députés réunis hâtivement le 28 février de ratifier sous menace d'user de ses pouvoirs spéciaux pour dissoudre la chambre. Craignant pour leur réélection, les députés cèdent. À la fin de la séance, Yaméogo dissout cyniquement la Chambre. Pour légitimer son action, le président du Conseil organise le 15 mars un référendum sur le projet constitutionnel qui l'emporte avec 69 % des suffrages. Fort de cette volte-face, Yaméogo cofonde le 29 mai 1959 une organisation hostile à la Fédération du Mali, le Conseil de l'Entente, avec les dirigeants ivoirien Félix Houphouët-Boigny, nigérien Hamani Diori et dahoméen Hubert Maga. Les députés élus en avril en prennent acte et ratifient l'adhésion le 27 juin.

#### L'«enfant terrible» du groupe de Brazzaville

##### La dégradation des relations avec la Côte d'Ivoire et la France (1960-1961)
Au sein du Conseil de l'Entente, une querelle de leadership éclate entre Maurice Yaméogo et Félix Houphouët-Boigny. Au départ, la mésentente portait simplement sur la répartition des taxes douanières sur laquelle le président voltaïque s'estimait lésé. Toutefois rapidement, l'orgueil de Yaméogo devient la véritable raison de ces tensions. Maurice Yaméogo prend la présidence du Conseil de l'Entente de 1960 à 1961 mais l'Ivoirien, favori de Paris, continue à diriger seul les discussions et négociations de l'Entente, récoltant tous les honneurs. Le 12 février 1961, le dirigeant voltaïque crée la surprise en annonçant son refus de signer les accords de défense qu'Houphouët négociait avec la France au nom des quatre membres de l'Entente. Cette décision met à mal les relations ivoiro-voltaïques et franco-voltaïques, déjà ombragées après que le président Yaméogo a expulsé sous couvert d'un pseudo complot, le haut-commissaire de la France Paul Masson avec qui il avait un vieux contentieux.
Pour l'historien burkinabé Yacouba Zerbo, les causes de ce refus sont aussi liées à une volonté d'indépendance doublée d'un manque de confiance dans les troupes françaises que Maurice Yaméogo sait capable d'ingérence ; le 17 octobre 1958 le colonel Chevrau avait apporté son soutien au Moro Naba Kougri. Ainsi, le 24 avril 1961, Yaméogo signe simplement avec la France un accord d'assistance militaire technique. Il exige par la suite la libération de la base de Bobo-Dioulasso avant le 31 décembre 1961, afin que les Forces armées voltaïques (FAV) créées le 1er novembre puissent s'y installer.

##### Le rapprochement avec le groupe de Casablanca (1961-1962)

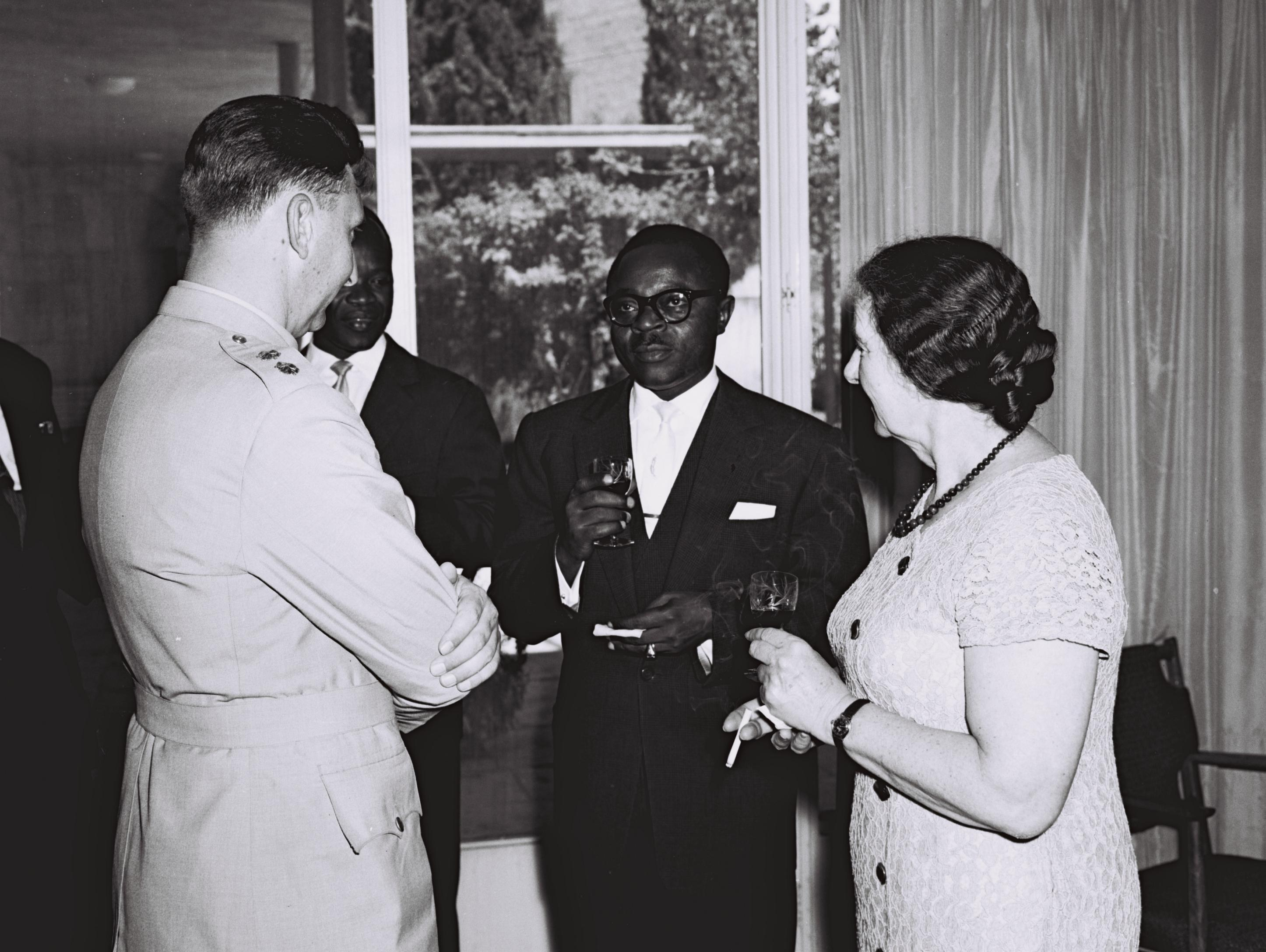
Yaméogo rencontrant Golda Meir durant sa visite en Israël en 1961

Maurice Yaméogo est un anticommuniste convaincu. Il cofonde en décembre 1960 avec les dirigeants de l'Afrique francophone « modérée » le groupe de Brazzaville, élargi en mai 1961 à ses homologues anglophones via le groupe de Monrovia. Ces deux blocs africains sont tous deux opposés aux « progressistes » du groupe de Casablanca. Avec le groupe de Brazzaville, il crée en mars 1961, l'Union africaine et malgache (UAM), une organisation résolument anticommuniste qui comporte un « pacte de défense ». Le 9 septembre 1961, il obtient que Ouagadougou soit désignée comme siège du Conseil de défense de l'UAM avec, pour secrétaire général, le Voltaïque Albert Balima. En juin 1961, il est le premier chef d'État africain à se rendre en visite en Israël, voyage au cours duquel il signe un traité d'amitié et d'alliance.
Cela ne l'empêche pourtant nullement de ménager ouvertement les membres du groupe de Casablanca. Peut-être y voit-il le moyen de s'attirer l'aide dispensée par l'administration américaine à ces pays. Dans tous les cas, en mai 1961, le dirigeant guinéen Ahmed Sékou Touré est reçu dans la capitale. En mars 1962, c'est au tour du Malien Modibo Keïta de recevoir cet honneur. Ses relations avec le Ghana anglophone de Kwame Nkrumah sont au beau fixe, Yaméogo se déplace en mai 1961 à Accra puis rend la pareil à son homologue en l'invitant le 16 juin. Par les accords de Tamalé, la Haute-Volta conclut avec le Ghana une convention d'union douanière semblable à celle contractée avec la Côte d'Ivoire,. Dans l'euphorie, Maurice Yaméogo envisage même une constitution commune aux deux pays en lançant un chaleureux « Vivent les États-Unis d'Afrique de demain ». Analysant la situation, l'ambassadeur américain en Haute-Volta conclut que « Yaméogo est bien pro-américain, mais qu'il veut être indépendant de le France, ce qui veut dire qu'il a besoin d'une assistance économique américaine. Il pense en particulier que Yaméogo tente de casser le monopole économique de la France. Les biens français coûtent plusieurs fois le prix des biens japonais qui pourraient être importés du Ghana. ». L'amitié entre Yaméogo et Nkrumah est de courte durée. Maurice Yaméogo s'étant réconcilié avec son homologue ivoirien, le 31 juillet 1962 les barrières frontalières avec le Ghana sont rétablies. Puis à la suite d'un différend territorial, le dirigeant voltaïque dénonce en juillet 1963 l'« expansionnisme par essence » du Ghana. Peu de temps après, ses relations avec le Mali se raidissent sur la question territoriale du nord de Gorom-Gorom.

##### Le retour dans le giron ivoirien (1962-1966)
De retour dans le giron ivoirien, Maurice Yaméogo devient un soutien zélé de Félix Houphouët-Boigny. En juin 1965, après que Sékou Touré a traité le dirigeant ivoirien de valet de l'impérialisme français hostile à l'unité africaine, Maurice Yaméogo se livre pendant près d'une heure par radio, à un exercice de style contre le leader guinéen alliant l'ironie à l'injure. Il déclare notamment :
« Qui est donc ce Sékou, alias Touré, qui désire tant qu'on parle de lui ? Un homme orgueilleux, menteur, jaloux, envieux, cruel, hypocrite, ingrat, intellectuellement malhonnête...Tu n'es qu'un bâtard parmi les bâtards qui peuplent le monde. Voilà ce que tu es, Sékou, un bâtard des bâtards »
Un réchauffement dans ses relations avec l'ancienne métropole est aussi réalisé en 1964 avec la signature de deux accords militaires dont le second, du 24 octobre, permet à la France « le triple droit de survol, d'escale et de transit sur le territoire voltaïque ».
L'année suivante, aux mois de mars et avril, Yaméogo est le premier chef d'État africain accueilli à la Maison-Blanche par le président Lyndon Baines Johnson. Cet honneur, véritable surprise, doit surtout au fait que le dirigeant voltaïque s'occupe d'une ferme, et que donc suppose-t-on, appréciera-t-il l'hospitalité « à la Johnson » dans son ranch. Profitant de l'occasion, les présidents Félix Houphouët-Boigny et Hamani Diori glissent dans ses valises une requête adressée au président américain afin de lui solliciter un soutien financier. Maurice Yaméogo rentre des États-Unis avec trois milliards de francs CFA : un pour lui, les deux autres pour ses pairs ivoirien et nigérien. Sur les conseils d'Houphouët, il place le milliard sur un compte privé en Suisse. Ces fonds lui permettent de financer la campagne législative du 7 novembre 1965. Au cours de ce voyage, Houphouët lui confie une autre mission. Profitant du fait que Maurice Yaméogo est le seul de l'Entente à ne pas être attaché par un accord de défense avec la France, il pousse le Voltaïque à demander aux États-Unis un accord militaire qui profiterait tout autant à la Côte d'Ivoire, au Niger qu'à la Haute-Volta, en cas d'invasion chinoise ; menace que la France s'évertue de négliger.

### La situation intérieure sous Yaméogo

#### La dégradation du climat social

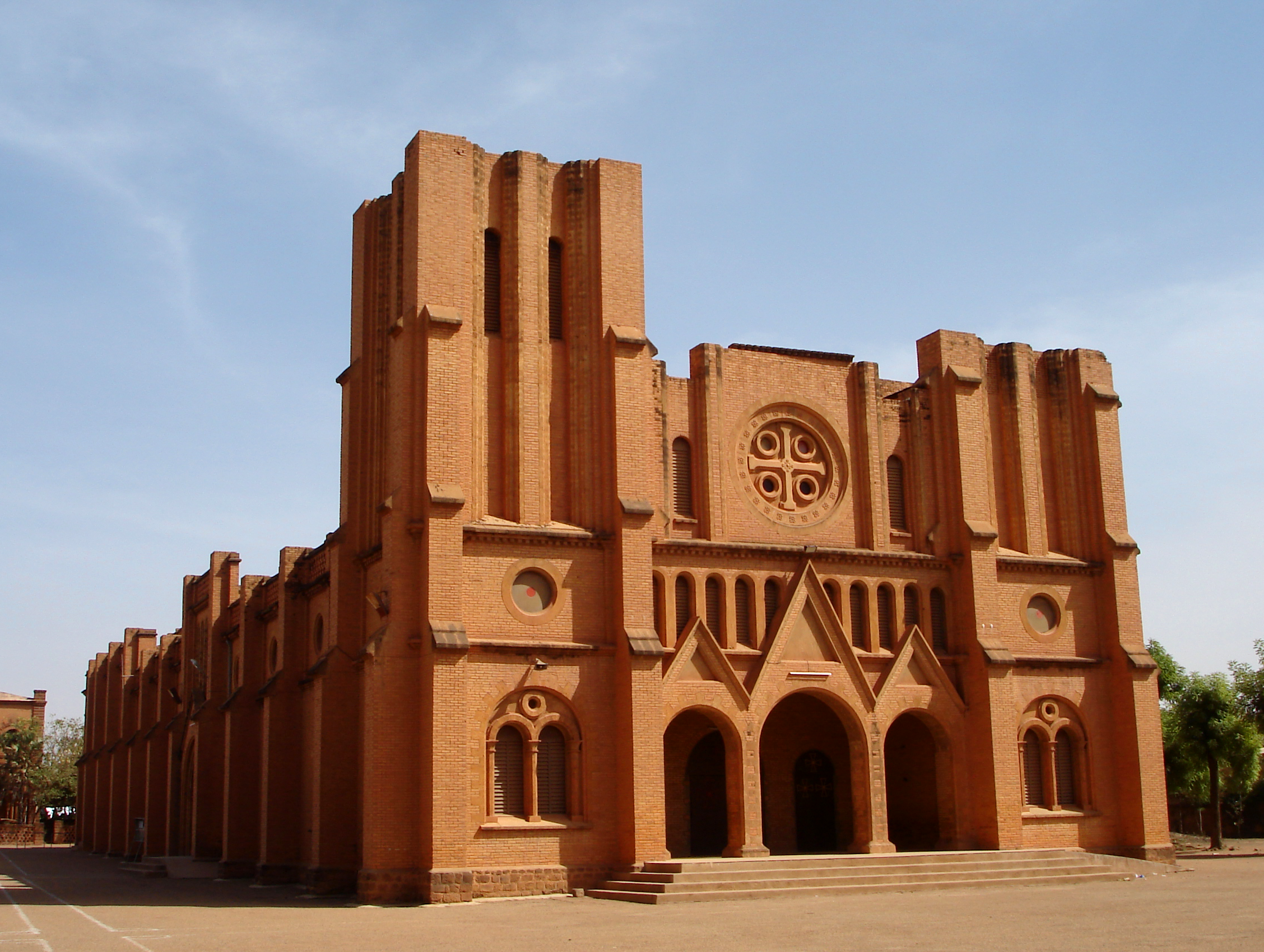
La cathédrale de Ouagadougou.

Affichant un visage chrétien, le régime dictatorial de Yaméogo jouit au départ, du soutien de l'Église catholique voltaïque. En 1964, l'État supprime les subventions en faveur de l'école privée, essentiellement catholique. Le clergé, dont les finances sont attaquées, se montre plus critique. La rupture est définitivement consommée en 1965. Cette année-là, le président de la République fait emprisonner son épouse Félicité, divorce, et se remarie le 17 octobre en grande pompe avec la métisse « Miss Côte d'Ivoire » Nathalie Monaco, assisté pour l'occasion des présidents ivoirien Félix Houphouët-Boigny et nigérien Hamani Diori. Comble de la frivolité, ses noces se déroulent avec faste dans les Caraïbes et au Brésil. Sous l'impulsion de son chef, le cardinal autochtone Paul Zoungrana, l'Église voltaïque met tout son pouvoir moral pour discréditer Maurice Yaméogo. Le climat religieux se dégrade encore lorsque, à son retour de voyage de noces en 1965, Maurice Yaméogo s'en prend maladroitement par radio, aux charlatans et marabouts, provoquant l'indignation des musulmans.
Sans doute dans un esprit républicain, Maurice Yaméogo prend tout au long de sa présidence des mesures à l'encontre de la chefferie dite traditionnelle. Dès janvier 1962, un décret interdit le port de tout insigne rappelant les chefferies coutumières de l'époque coloniale. Le 27 décembre 1963, une circulaire supprime les cantons au profit des villages : les chefs de canton se retrouvent sur un pied d'égalité avec les chefs de village qui administrativement leur étaient subordonnés. Le 28 juillet 1964, un décret prévoit qu'en cas de vacance d'un poste de chef de village, il soit procédé à son remplacement par une élection à laquelle peuvent participer tous les habitants du village inscrits sur les listes électorales. Le 11 janvier 1965, un nouveau décret supprime les rémunérations des chefs. Ces dispositions sont très bien accueillies dans l'ouest du pays où les chefferies avaient été introduites par les Français. En revanche dans l'est, un malaise naît, jouant contre le président de la République.
Maurice Yaméogo perd ainsi tour à tour le soutien des notables dits traditionnels, des syndicats et du clergé. Ses dépenses somptuaires comme la construction d'une Maison du parti, n'améliorent en rien une situation qui devient dramatique aux mois de mars et avril 1965 lorsqu'une épidémie de rougeole meurtrière s'abat sur le pays par manque de vaccins dans les hôpitaux et les dispensaires. En octobre, le manque de classes et de maîtres rend la rentrée scolaire particulièrement difficile. Beaucoup d'élèves sont renvoyés chez eux, alors même que le taux de scolarisation dans le pays est d'environ 8 %. En décembre 1965, son projet avec Félix Houphouët-Boigny d'accorder la double nationalité à tous les ressortissants de la Haute-Volta et de la Côte d'Ivoire termine d'entamer sa popularité. Pour beaucoup de Voltaïques, cette décision revient à les livrer pieds et poings liés à l'exploitation des Ivoiriens.

#### Le bilan économique de l'administration Yaméogo

##### Une économie nationale précaire
Lors de l'accession à l'indépendance, Maurice Yaméogo se retrouve à la tête d'une des économies les plus démunies au monde. Le PIB annuel d'environ 40 milliards de francs CFA, est quasi entièrement réalisé par des activités de subsistance. Sur les 3 600 000 habitants, 94 % d'entre eux se livrent à l'agriculture elle-même composée pour 85 % de cultures vivrières. L'industrie légère, embryonnaire, emploie quelque 4 000 salariés dans une quarantaine d'installations agro-alimentaires et de transformation. Il n'existe à l'époque, que deux centrales électriques, l'une à Ouagadougou, l'autre à Bobo-Dioulasso, ayant une puissance maximale de 3,5 MW pour 3 000 abonnés. Par ailleurs, la Haute-Volta comporte en tout et pour tout, 509 km de voies ferrées et 15 000 km de routes, bitumées seulement dans quelques rares centres urbains.
Malgré les efforts entrepris depuis 1954 par les autorités françaises, l'agriculture voltaïque demeure peu productive. Le plan de 1958 à 1962, cofinancé par le Fonds d'aide et de coopération (FAC) français et le budget voltaïque, se révèle décevant dans ses objectifs d'organisation d'un système d'encadrement rapproché et de constructions de barrages hydro-agricoles. Ne se laissant pas décourager, l'État tout en incitant à la constitution de coopératives et de mutuelles de crédits, élabore un projet de plan quinquennal pour la période de 1963 à 1967. Très ambitieux, il prévoyait une croissance soutenue de la production agricole de 4,7 % par an. Mais son coût de réalisation, estimé à 1,5 milliard de francs CFA, ne permit jamais son application. Yaméogo se tourne alors vers les accords de coopération franco-voltaïques pour obtenir l'aide des sociétés françaises de développement rural. Sur place, ces compagnies introduisent de nouvelles techniques dans les exploitations vivrières. Une amélioration nutritionnelle est observée dans les zones à déficit alimentaire. Ces efforts de vulgarisation, conjugués à des prix assurés et connus par avance par l'agriculteur, font augmenter la production du coton de 8 000 tonnes en 1963 à 20 000 en 1967.
Le coton occupe une place croissante dans les exportations de la Haute-Volta. Ces dernières s'élèvent en 1965 à 3 680 millions de francs CFA. Elles sont composées pour deux tiers de leur valeur de cheptel. Malgré un sol pauvre en ressources minières, le pays exporte pour 687 millions de francs CFA d'or brut de 1961 à 1963. Il est à remarquer que la Haute-Volta est le seul pays d'Afrique dont les exportations principales se font vers un État africain. Son principal partenaire est la Côte d'Ivoire, bien que le Ghana lui a volé un temps la vedette en 1963 avec 40,5 % des exportations avant d'être relégué en seconde position en 1965 avec 17,6 %. La France, troisième débouché de la Haute-Volta, fournit quant à elle 52 % des 9 169 millions de francs CFA de produits importés en 1965. La balance commerciale accuse en 1965, un déficit de 5 489 millions de francs CFA.

##### Les plans d'austérité financière
Tout au long de sa présidence, Maurice Yaméogo a sollicité toute sorte d'instances afin d'obtenir des ressources extrabudgétaires. Une grande partie d'entre elles lui a été accordée à titre gracieux. Le trésor français, par le biais de subventions, lui a versé 1,7 milliard de francs CFA. Son voisin ghanéen lui a avancé en 1961, une ristourne douanière de 1 117,7 millions. La Banque centrale des États de l'Afrique de l'Ouest (BCEAO) lui a accordé un concours budgétaire de 600 millions. Mais tout ceci ne suffit pas à combler les déséquilibres budgétaires de l'État que le départ précipité des troupes françaises fin 1961 a accentués. Yaméogo doit recourir à des prêts ainsi qu'à des prélèvements dans la Caisse de réserves constituée par les dépôts des correspondants du Trésor. À la fin de l'année 1965, en cumulant les cinq premières années de l'indépendance, le déficit budgétaire de la Haute-Volta atteint 4,5 milliards de francs CFA.
Pourtant, dès l'année 1964, des mesures d'austérité ont été appliquées. Un abattement a été fait sur les indemnités de fonction, les missions à l'étranger ont été réduites, et les indemnités de représentation du président de la République sont passées de 18 à 9 millions de francs CFA. L'économie réalisée ainsi, a été de 250 millions de francs CFA. Pour l'année 1965, Yaméogo décide de prendre des mesures plus draconiennes. Les rémunérations des chefs ainsi que les subventions en faveur de l'école privée sont supprimées. Les allocations familiales mensuelles sont réduites de 2 500 à 1 500 francs CFA par enfant et limités aux familles ayant au moins six enfants à charge. Ces mesures impopulaires permettent de réduire de 4,5 % les dépenses budgétaires. Encouragé par ces résultats, il nomme le 8 décembre 1965 aux Finances Raphaël Medah, un jeune technocrate formé en France. Celui-ci prévoit :
- d'augmenter les recettes budgétaires en relevant de 10 % l'impôt forfaitaire sur le revenu (IFR)[138], et en supprimant le tarif préférentiel sur les importations ivoiriennes[117]
- de réduire le train de vie de l'État en supprimant tous les postes de chefs de cabinets, en bloquant les avancements durant deux ans, et en accordant la voiture de fonction qu'aux seuls ministres[117].
- de réduire les dépenses budgétaires en abattant de 16 % les pensions des anciens combattants, et en baissant les allocations familiales de 1 500 à 750 francs CFA[138]

Mais sa véritable mesure phare est la réduction de 20 % de tous les salaires des fonctionnaires avec, en contrepartie, la baisse de 10 % de l'impôt cédulaire. Ce plan d'austérité financière sonne le glas du régime.

### La chute de Maurice Yaméogo

#### Le soulèvement populaire du 3 janvier 1966
Bien qu'officiellement dissous depuis mai 1964, les centrales et syndicats autonomes se rassemblent fin décembre au sein d'un Front intersyndical présidé par Joseph Ouédraogo, afin de dénoncer le plan d'austérité. Yaméogo est alors en Côte d'Ivoire pour discuter de la double nationalité. Au regard de la dégradation de la situation, son directeur de cabinet Adama André Compaoré l'appelle pour l'informer. Le président de la République n'apprécie pas l'initiative, il estime qu'il n'y a pas lieu de s'inquiéter. Le 31 décembre, l'intersyndicale organise un meeting à la Bourse du Travail où elle appelle à la grève générale le 3 janvier 1966. Cette manifestation interdite par le ministre de l'Intérieur Denis Yaméogo, finit par être dispersée par les forces de police. De retour le même jour, Maurice Yaméogo réveillonne sans se préoccuper des troubles produits.
Le 1er janvier 1966, le chef de l'État se décide enfin à agir en proclamant l'état d'urgence : toute manifestation est interdite, les grèves déclarées illégales. Dans le but de discréditer l'action intersyndicale, Joseph Ouédraogo est accusé d'espionnage au profit des communistes. Les fonctionnaires sont menacés de licenciement collectif en cas de participation au mouvement. Et, afin d'apaiser la situation, il est demandé aux autorités religieuses d'intervenir. Celles-ci s'y refusent, le dirigeant voltaïque est en disgrâce auprès d'elles. Avec la chefferie dite traditionnelle, elles apportent leur soutien au mouvement.
Somme toute, les journées du 1er et 2 janvier sont relativement calmes. Ce n'est que dans la nuit du 2 au 3 que les événements commencent à se précipiter. Maurice Yaméogo échoue dans sa tentative d'arrêter les meneurs de l'intersyndicale réunis à la Bourse du travail. Il ordonne l'installation de plusieurs automitrailleuses aux alentours du palais et le renforcement des principaux bâtiments publics, notamment celui de la radiodiffusion. Le 3 au matin débute la manifestation. Il semble que ce soit l'épouse de Joseph Ki-Zerbo, Jacqueline, qui l'ait ouverte avec ses collégiennes du cours Normal. Arborant des pancartes réclamant de « Du pain, de l'eau et de la démocratie », elles sont suivies par les élèves du lycée Philippe Zinda Kaboré. Rapidement, tous ces jeunes gens sont rejoints par plus de 100 000 Ouagalais, dont de nombreux fonctionnaires qui appellent au retrait de l'abattement de 20 % des salaires. La manifestation n'est pas violente,. Les forces de l'ordre auraient même pris fait et cause pour les manifestants. Acculé, Maurice Yaméogo fait savoir en fin d'après-midi aux manifestants, par le biais de son chef d'état-major le lieutenant-colonel Aboubacar Sangoulé Lamizana, qu'il retire l'abattement de 20 % et maintient le taux des allocations. La situation dépasse les simples syndicalistes comme Joseph Ouédraogo, la foule menée par l'historien Joseph Ki-Zerbo appelle désormais à la démission du président de la République retranché dans le camp Guillaume Ouédraogo. Afin de débloquer la situation, les meneurs appellent l'armée à prendre le pouvoir.

#### Les deux versions du processus de démission
Après plusieurs heures de négociations, à 16 h, Maurice Yaméogo annonce par radio sa décision de remettre le pouvoir au lieutenant-colonel Sangoulé Lamizana :
« Contrairement à ce que l'on peut croire, je suis le premier réjoui - et mes ministres après moi - de la manière la plus pacifique dont les choses se sont résolues. Si depuis plus de quatre jours, notre capitale d'habitude si pacifique a connu un tel échauffement et que heureusement rien ne se soit produit sur le plan de la perte de vies humaines, c'est parce que là encore, bien que possédant les attributs du pouvoir, nous n'avons pas voulu user de quoi que ce soit pour qu'un jour, on puisse dire que la Haute-Volta a perdu l'une de ses grandes vertus qui est le respect de soi-même, l'amour entre ses frères. Et c'est pour quoi je suis heureux que le chef d'état-major général, entouré de tous ses officiers, ait pu, en parfaite harmonie avec moi-même, pour que l'histoire de notre pays puisse continuer à aller de l'avant, réaliser de façon si pacifique ce que j'appellerais ce transfert de compétences. L'équipe qui s'en va n'éprouve aucune rancœur croyez-moi bien. »
Au sujet de cette prise de décision, deux versions des faits existent. Selon Frédéric Guirma, qui aurait recueilli en 1967 le témoignage de Sangoulé Lamizana, Maurice Yaméogo aurait ordonné au chef des FAV de restaurer l'ordre en tirant sur la foule. Lamizana aurait répliqué que jamais une armée ne tire sur son peuple, qu'un tel ordre devait être signifié par écrit. Yaméogo aurait refusé et insisté. Lamizana aurait alors consulté ses officiers qui se seraient prononcés majoritairement contre. Le président de la République se serait résolu à annoncer en termes ambigus un « transfert de compétences » dans l'espoir de récupérer le pouvoir une fois la crise terminée. Mais, sous la pression du peuple, il aurait dû se résigner à signer sa démission.
Dans l'émission radiophonique d'Alain Foka Archives d'Afrique consacrée à Maurice Yaméogo, Sangoulé Lamizana affirme n'avoir jamais reçu l'ordre de tirer, rejoignant ainsi la version du premier président de la Haute-Volta. Yaméogo aurait, selon son témoignage à l'historien Ibrahima Baba Kaké, démissionné afin d'empêcher toute effusion de sang. Lamizana, en larmes, n'aurait qu'à contrecœur accepté de prendre le pouvoir.

## La retraite forcée

### Déboires judiciaires et atimie

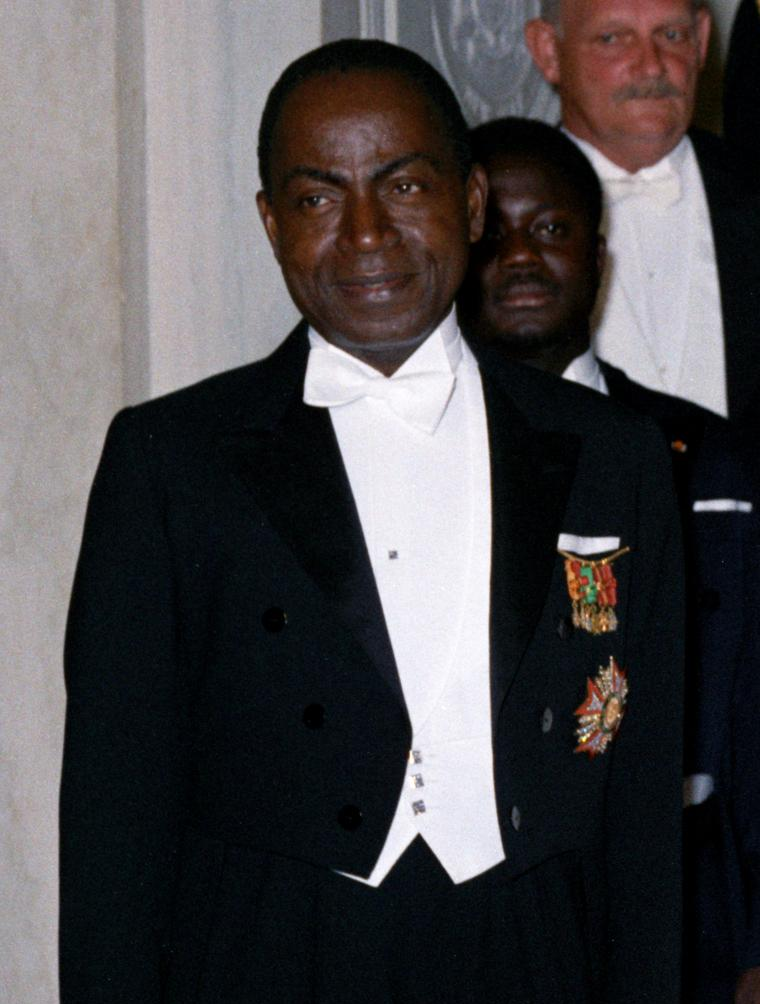
Son ami le président ivoirien Félix Houphouët-Boigny

Contre l'avis des syndicalistes, Lamizana fait escorter le président déchu à Koudougou. Peu de temps après, ses partisans décident de descendre sur la capitale afin d'en découdre. Une compagnie militaire est immédiatement envoyée pour y maintenir l'ordre. Afin de prévenir tout nouvel incident, le gouvernement le place le 6 janvier en résidence surveillée à Ouagadougou. Cette détention, Maurice Yaméogo la vit très mal au point de tenter de mettre fin à ses jours en décembre 1966. Son ami Félix Houphouët-Boigny s'en émeut, il fait activement pression sur Paris pour que le gouvernement français interfère en faveur de sa libération. Le 28 avril 1967, à la demande des forces vives de la nation, Yaméogo est inculpé par un tribunal spécial chargé d'enquêter sur ses années de gestion. Le 5 août 1967, son fils aîné Hermann Yaméogo échoue dans une tentative de coup d'État pour le délivrer.
À la suite de ces évènements, pressé par le dirigeant ivoirien, le général de Gaulle boycotte le chef de l'État voltaïque Sangoulé Lamizana afin d'obtenir sa relaxe. Il obtient une promesse. Le temps passe et en janvier 1968, Yaméogo fait une seconde tentative de suicide en absorbant une forte dose de nivaquine. Finalement le 8 mai 1969, il est condamné à l'issue d'un procès à huis clos, à cinq ans de travaux forcés, au bannissement à vie et à la déchéance de ses droits civiques. Quelques jours après ce verdict, il bénéficie d'une remise de peine du président Lamizana. Le 5 août 1970, il est libéré.
Au cours de cette affaire, Maurice Yaméogo a été dessaisi de ses biens immobiliers. Cette décision concerne notamment le palais qu'il s'était fait construire en 1964 dans sa ville natale de Koudougou, officiellement grâce à une hypothèque prise sur sa villa de la côte d'Azur et à un prêt bancaire privé contracté en France. L'édifice aurait coûté 59 millions de francs CFA de l'époque. Par ailleurs après sa déchéance, son épouse Nathalie Monaco le quitte. Il se remarie en troisièmes noces avec Jeannette Ezona Kansolé.

### Derniers succès, internement politique et réhabilitation

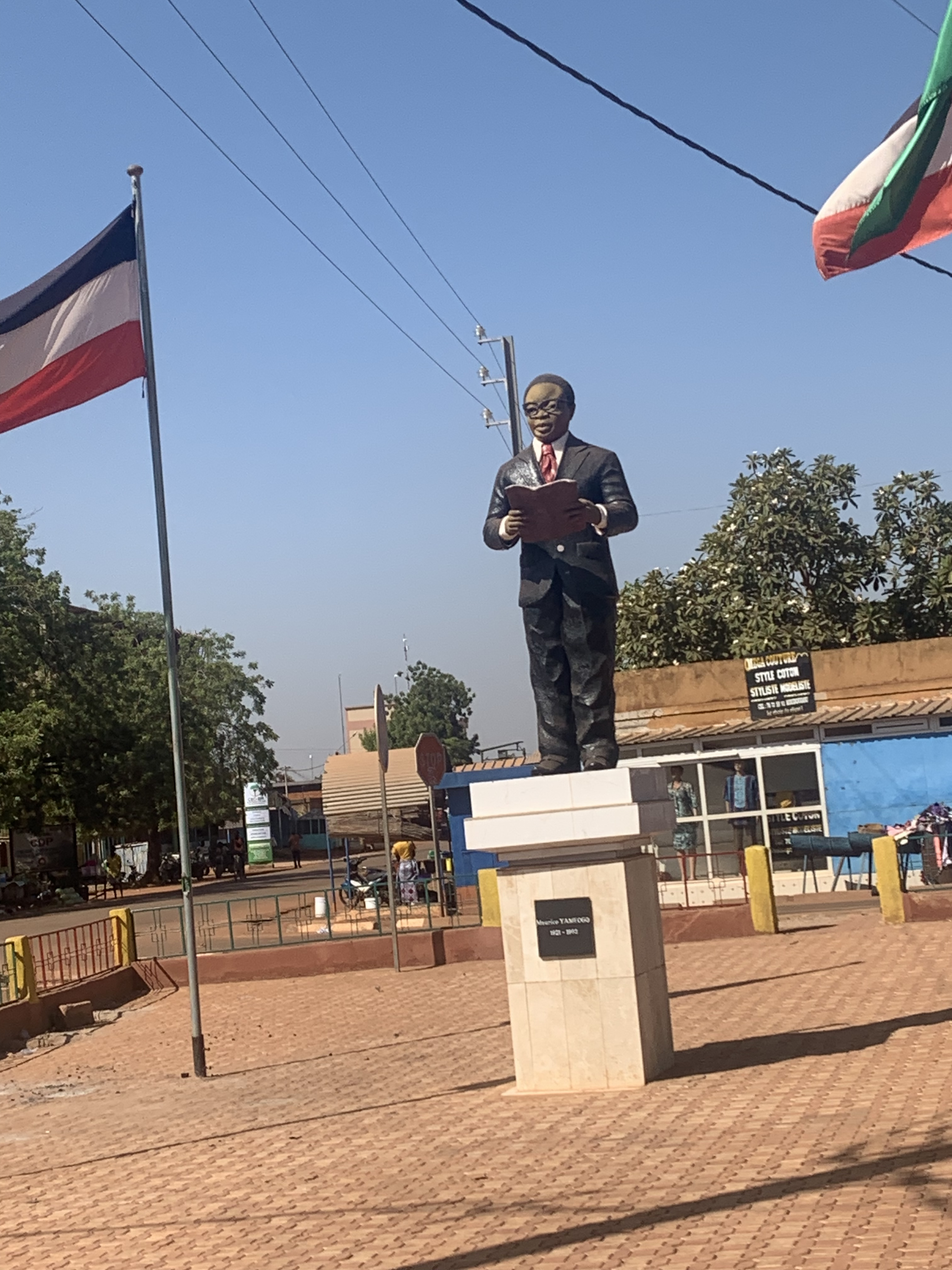
Statut de Maurice Yameogo dans la ville de Koudougou.

Maurice Yaméogo continue de participer à la vie politique du pays par l'intermédiaire de son fils Hermann Yaméogo. Il crée en 1977, l'Union nationale pour la défense de la démocratie (UNDD) autour de quelques nostalgiques de la Première République. À la suite des législatives de 1977, l'UNDD devient la deuxième formation politique du pays après l'UDV-RDA. À l'élection présidentielle de 1978, Maurice Yaméogo privé de ses droits civiques et Hermann Yaméogo trop jeune pour être candidat, les couleurs du parti sont défendues par le banquier Macaire Ouédraogo. Le candidat de l'UNDD parvient à mettre en ballotage Lamizana qui ne l'emporte qu'au deuxième tour, le 28 mai 1978.
À partir de 1980, la Haute-Volta est en proie aux coups d'État. En mai 1983, Maurice Yaméogo organise une manifestation en faveur du président putschiste Jean-Baptiste Ouédraogo. Mais quelques mois après s'instaure le Conseil national de la Révolution (CNR) sous l'autorité de Thomas Sankara. Le 9 novembre 1983, le premier président voltaïque dont la popularité est forte, aurait été amené par les hommes de Sankara au Conseil de l'Entente pour y être fusillé. Il n'aurait dû son salut qu'à Blaise Compaoré qui propose son internement au camp militaire de Pô. Le 4 août 1984, pour le premier anniversaire de la révolution qui transforme la Haute-Volta en Burkina Faso, Maurice Yaméogo est libéré. À cette occasion, il fait par radio allégeance à Thomas Sankara.
Après s'être un temps fixé à Koudougou, Maurice Yaméogo s'installe en Côte d'Ivoire au printemps 1987. Il joue alors un rôle d'entremetteur entre le gouvernement burkinabé et son hôte Félix Houphouët-Boigny. En mai 1991, le président de la République Blaise Compaoré organise sa réhabilitation. Cette décision fait suite à la lettre que Maurice Yaméogo lui a écrite en 1987 en vue de l'apurement définitif de son dossier de confiscation de biens. Il recouvre ainsi ses droits civiques et ses biens en l'état. En septembre 1993, gravement malade, il se rend à Paris pour se faire soigner. Devant la gravité de son état, il décide de rentrer à Koudougou afin d'y rendre son dernier soupir. Maurice Yaméogo s'éteint le 15 septembre dans l'avion qui le ramène dans son pays. Ses funérailles sont suivies le 17 septembre, par de nombreuses personnalités politiques de la sous-région.

## Distinctions et décorations
- Grand-croix de l'ordre national du Dahomey (1963)[158].